# 안트베르펜주

안트베르펜주의 위치

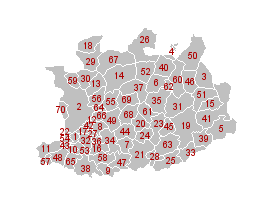
안트베르펜주의 지방 자치체

안트베르펜주(네덜란드어: Provincie Antwerpen)는 벨기에 북부 플랑드르 지방에 위치한 주로 주도는 안트베르펜이며 면적은 2,867km2, 인구는 1,764,773명(2011년 1월 1일 기준), 인구 밀도는 620명/km2이다.
북쪽에서 시계 방향으로 네덜란드 노르트브라반트주, 벨기에 림뷔르흐주, 플람스브라반트주, 오스트플란데런주와 접하며 3개 행정구와 70개 지방 자치체를 관할한다.

주기
주 문장